# Kościół Świętego Józefa w Siedlcach
Kościół pw. Świętego Józefa – kościół murowany w stylu współczesnym w Siedlcach przy ulicy Sokołowskiej 124.
Wybudowany w latach 1989–1993, staraniem ks. bp. Jana Mazura na placu ofiarowanym przez ówczesne władze miasta, zaprojektowany przez architekta mgr inż. Ryszarda Gregorkiewicza i inż. Henryka Dąbrowskiego. Konsekrowany 1 maja 1995 przez ks. bp. Jana Mazura. 19 marca 1999 r. bp Jan Wiktor Nowak ustanowił kościół diecezjalnym sanktuarium św. Józefa.

## Zobacz też

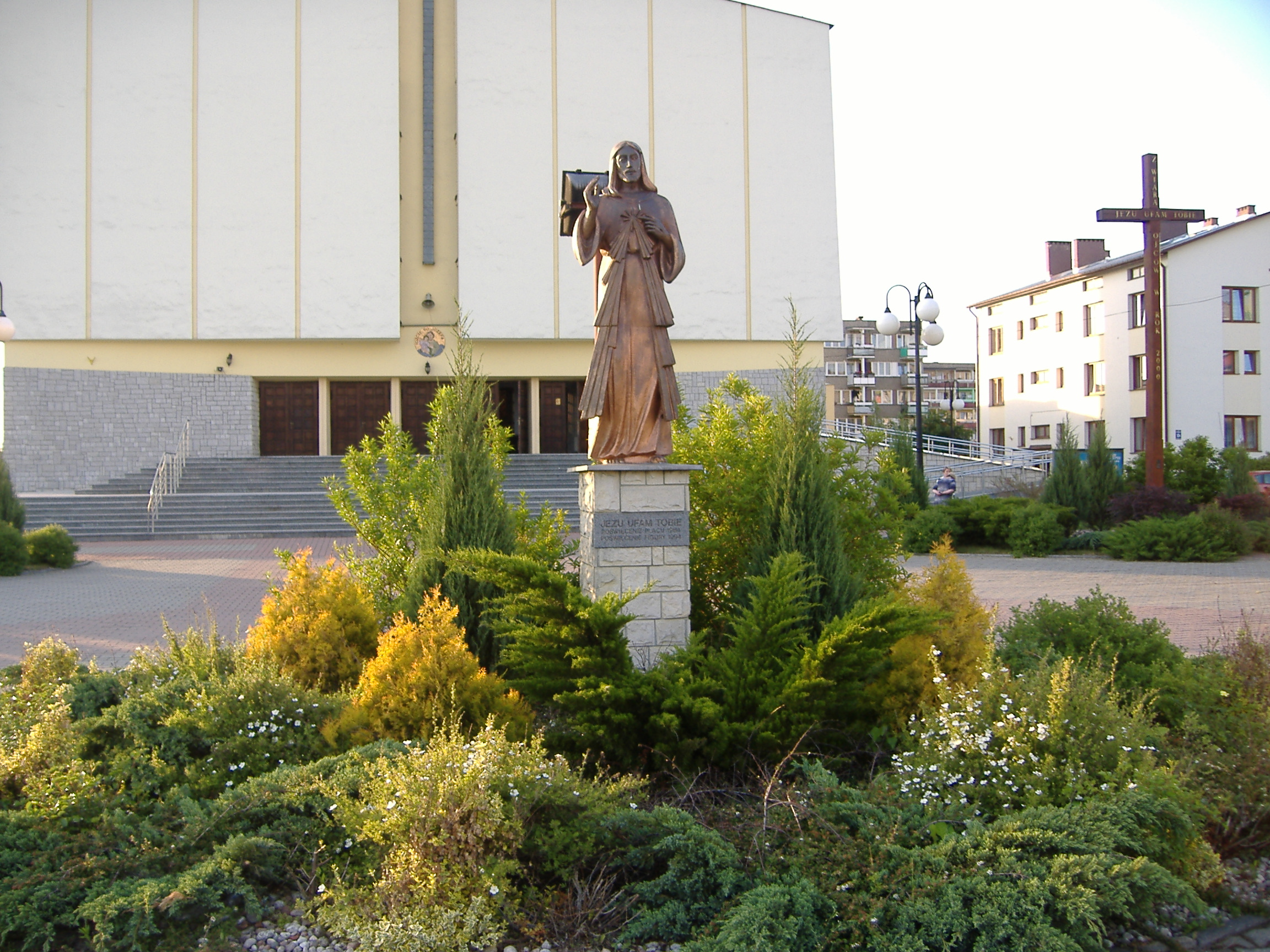
Figurka Pana Jezusa przed kościołem pw. Świętego Józefa w Siedlcach